# Strale (cacciatorpediniere 1932)
Lo Strale è stato un cacciatorpediniere della Regia Marina.

## Storia
Nel 1936-1938 partecipò alla guerra civile spagnola.
All'ingresso dell'Italia nella seconda guerra mondiale era inquadrato nella VII Squadriglia Cacciatorpediniere, insieme ai gemelli Freccia, Dardo e Saetta.
Alle 23.21 del 13 giugno 1940 avvistò il sommergibile HMS Odin che procedeva in emersione nel golfo di Taranto: lo Strale passò quindi all'attacco aprendo il fuoco con le artiglierie, lanciando alcuni siluri e cercando di speronare il sommergibile, che però s'immerse lanciando anche un siluro contro la nave, senza riuscire a colpirla; il cacciatorpediniere lanciò alcune bombe di profondità, ritenendo di aver affondato l’Odin (che però, in realtà, fu probabilmente affondato alcune ore dopo dal cacciatorpediniere Baleno).
Alle 14.10 del 7 luglio lasciò Taranto unitamente ai gemelli, alle corazzate Giulio Cesare e Conte di Cavour ed alla VIII Squadriglia Cacciatorpediniere (Folgore, Fulmine, Lampo e Baleno) in appoggio ad un convoglio per la Libia (trasporti truppe Esperia e Calitea, motonavi Marco Foscarini, Francesco Barbaro e Vettor Pisani, con la scorta delle torpediniere Orsa, Procione, Orione, Pegaso, Abba e Pilo); ebbe però delle avarie meccaniche.
Ad inizio 1941 subì alcuni lavori che comportarono la sostituzione degli impianti binati Breda Mod. 31 da 13,2 mm in plancia con due mitragliere singole Breda 20/65 Mod. 1935, e quella dei due pezzi illuminanti da 120 con altrettanti impianti binati da 20 mm.
Il 17 gennaio andò ad incagliarsi sulle secche di Kerkenna insieme alla motonave Marco Foscarini; entrambe le unità furono poi disincagliate e trainate in porto dalla vecchia torpediniera Papa.
Il 28 marzo fu di scorta, insieme ai cacciatorpediniere Folgore e Dardo, ad un convoglio in rotta Napoli-Tripoli e composto dai mercantili Galilea, Heraklea, Ruhr, Samos ed Adana: le navi furono attaccate sommergibile britannico Utmost, che affondò l’Heraklea e danneggiò la Ruhr. Il Ruhr fu rimorchiato a Trapani dal Dardo ed assistito dalle torpediniere Circe, Sagittario e Alcione e da due MAS, mentre il resto del convoglio arrivò a Tripoli il 30.
Dal 21 al 24 aprile scortò (insieme ai cacciatorpediniere Turbine, Saetta e Folgore) un convoglio formato dai trasporti Giulia, Castellon, Arcturus e Leverkusen sulla rotta Napoli-Tripoli.
Il 1º maggio fece parte (insieme ad altri tre cacciatorpediniere) della scorta di un convoglio di cinque mercantili che fu attaccato dal sommergibile HMS Upholder: in un primo attacco fu colpita a morte la motonave Arcturus e seriamente danneggiata un'altra, la Leverkusen, affondata più tardi con il lancio di altri siluri.

Cacciatorpediniere Strale a Venezia negli anni 30

Il 16 maggio lasciò Napoli per scortare, insieme ai cacciatorpediniere Turbine, Euro, Fulmine e Folgore, un convoglio formato dai piroscafi Preussen, Sparta, Capo Orso, Motia e Castelverde e dalla nave cisterna Panuco (cui si aggregò poi la nave cisterna Superga): le navi arrivarono in porto il 21, nonostante una collisione tra il Preussen e la Panuco ed un infruttuoso attacco del sommergibile HMS Urge al Capo Orso ed alla Superga.
Il 13 agosto salpò da Napoli per scortare a Tripoli, insieme ai cacciatorpediniere Vivaldi, Malocello, Folgore e Fulmine ed alla torpediniera Orsa, un convoglio composto dai trasporti Andrea Gritti, Rialto, Vettor Pisani, Francesco Barbaro e Sebastiano Venier; tale convoglio giunse indenne il 15 nonostante attacchi aerei (durante i quali esplose accidentalmente un cannone del Vivaldi) e subacquei.
Il 1º settembre salpò da Napoli per scortare, unitamente ai cacciatorpediniere da Recco, Folgore e Dardo, le motonavi Andrea Gritti, Rialto, Vettor Pisani, Sebastiano Venier e Francesco Barbaro; il 3 il convoglio fu attaccato dal cielo e l’Andrea Gritti, incendiata, saltò in aria con la morte di 347 uomini, mentre la Francesco Barbaro, danneggiata, dovette essere rimorchiata a Messina dal Dardo con l'assistenza dei cacciatorpediniere Ascari e Lanciere; il resto del convoglio arrivò a Tripoli il giorno successivo.
Il 5 settembre salpò da Tripoli per scortare a Napoli, insieme ai cacciatorpediniere Da Recco, Freccia e Folgore cui poi si aggiunse la torpediniera Circe, il piroscafo Ernesto, la motonave Col di Lana e la nave cisterna Pozarica; il 7 settembre l’Ernesto fu silurato e danneggiato dal sommergibile olandese O 21 al largo di Pantelleria e lo Strale lo rimorchiò a Trapani insieme alla Circe (arrivandovi l'8), mentre il resto del convoglio proseguiva per Napoli (ove giunse l'indomani).
Il 24 settembre scortò (insieme ai cacciatorpediniere Lampo, Oriani e Fulmine) un convoglio composto dai trasporti Amsterdam, Castelverde e Perla; il convoglio fu forse attaccato da un sommergibile al largo di Pantelleria, ma non esistono conferme da parte britannica.
Il 25 ottobre lasciò Bengasi di scorta ai piroscafi Tinos e Capo Orso; da Malta fu fatta uscire la Forza K britannica (incrociatori Aurora e Penelope, cacciatorpediniere Lance e Lively) per intercettare il convoglio, ma non vi riuscì e le tre navi giunsero indenni a Brindisi il 28.
Il 23 novembre scortò il piroscafo Bosforo da Bengasi a Brindisi.
Il 13 dicembre scortò insieme al cacciatorpediniere Turbine, nell'ambito dell'operazione di rifornimento «M 41», i piroscafi Iseo e Capo Orso da Argostoli per Bengasi; tuttavia, in seguito al siluramento della corazzata Vittorio Veneto (che ebbe seri danni) e delle motonavi Fabio Filzi e Carlo Del Greco (che vennero affondate) l'operazione fu annullata ed i due mercantili, rientrando in porto, entrarono in collisione ed ebbero gravi danni.
Il 21 febbraio 1942 prese parte all'operazione di traffico «K 7» scortando, insieme ai cacciatorpediniere Premuda, Zeno, Vivaldi e Malocello ed alla torpediniera Pallade, un convoglio composto dai trasporti Monginevro, Ravello ed Unione sulla rotta Messina (da dove il convoglio partì alle 17.30 del 21)-Tripoli.
Il 31 marzo era di scorta al piroscafo Bosforo in navigazione di rientro da Bengasi a Brindisi, quando questi, alle 21.50, venne silurato dal sommergibile HMS Proteus; nonostante il tentativo di rimorchio dello Strale, il mercantile s'inabissò in posizione 36°54' N e 21°18' E.
Il 18 aprile trasse in salvo quasi per intero l'equipaggio di un piroscafo tedesco, il Bellona, silurato ed affondato dal sommergibile HMS Torbay.
Il 20 giugno salpò da Napoli insieme al cacciatorpediniere da Recco ed alla torpediniera Centauro per scortare a Tripoli la motonave Pilo ed il piroscafo Reichenfels (con un carico totale di 290 uomini, 4 carri armati, 376 automezzi, 638 t di combustibili, 7117 t di altri rifornimenti); lo Strale aveva un comandante alla sua prima missione su quell'unità ed ufficiali poco preparati ed affiatati. Ebbe problemi a mantenere la rotta ed a rimanere nel proprio posto nella formazione, quindi fu spostato a poppa del convoglio; nella notte successiva finì incagliato all'altezza di Ras el Amar, riportando seri danni. La Centauro, inviata dal Da Recco a prestare assistenza all'unità incagliata, non poté che prenderne a bordo l'equipaggio.
Il 6 agosto il relitto del cacciatorpediniere fu silurato e distrutto dal sommergibile britannico Turbulent.
Lo Strale aveva effettuato complessivamente 106 missioni di guerra (5 con le forze navali, 4 di caccia antisommergibile, 58 di scorta convogli, 5 addestrative e 34 di trasferimento o di altro tipo), percorrendo 45.143 miglia e trascorrendo 235 giorni ai lavori.

### Comandanti
Capitano di corvetta Andrea Fè D'Ostiani (nato a Torino il 15 gennaio 1903) (10 giugno 1940 - gennaio 1941)
Capitano di corvetta Giuseppe Angelotti (nato a Todi il 27 dicembre 1906) (gennaio - novembre 1941)
Capitano di corvetta Luca Goretti de' Flamini (nato a Firenze il 3 dicembre 1907) (novembre 1941)
Capitano di corvetta Stefanino Palmas (nato a Ittiri il 26 marzo 1907) (23 novembre - 11 dicembre 1941)
Capitano di corvetta Enea Picchio (nato ad Oleggio il 21 settembre 1906) (12 dicembre 1941 - 28 aprile 1942)
Capitano di corvetta Oderisio Maresca (nato a Piano di Sorrento il 24 giugno 1903) (29 aprile - 21 giugno 1942)